# Élections régionales de 2004 en Bretagne
Pour un article plus général, voir Élections régionales françaises de 2004.
Les élections régionales en Bretagne se déroulent les 21 et 28 mars 2004.

## Mode de scrutin
Le mode de scrutin a été défini par la loi du 11 avril 2003. Il s'agit d'un scrutin proportionnel à deux tours avec prime majoritaire. 	 
Contrairement aux élections de 1998, c'est désormais la région et non plus le département qui conduit une liste.
Toutefois, afin de permettre aux électeurs d'identifier facilement les candidats de leur département, les listes comporteront des « sections départementales ».
Les principales dispositions du mode de scrutin sont :
- les citoyens élisent les conseillers régionaux :
  - pour six ans, au scrutin proportionnel plurinominal,
  - selon un système mixte combinant les règles des scrutins majoritaire et proportionnel, en un ou deux tours,
  - sans panachage ou vote préférentiel, tout bulletin modifié en quoi que ce soit par un électeur étant déclaré nul ;
- les listes sont déposées au niveau régional, mais les candidats sont répartis entre les départements (on parle de sections départementales) constituant la région ;
- le nombre de sièges à attribuer pour chaque liste est calculé globalement au niveau régional, puis réparti entre les sections départementales en fonction du nombre de suffrages obtenus dans chaque section ;
- lors du premier tour de scrutin : 	 
  - si une liste obtient la majorité absolue des suffrages exprimés, elle obtient le quart des sièges à pourvoir. Les autres sièges sont répartis à la représentation proportionnelle entre toutes les listes ayant obtenu au moins 5 % des suffrages,
  - sinon, il est procédé à un second tour la semaine suivante ;
- seules les listes ayant obtenu plus de 10 % des suffrages exprimés au premier tour peuvent se maintenir au second tour de scrutin et éventuellement fusionner avec les listes ayant obtenu au moins 5 % des suffrages ;
- au second tour, la liste qui arrive en tête obtient un quart des sièges à pourvoir. Les autres sièges sont répartis à la représentation proportionnelle entre les listes ayant obtenu au moins 5 % des suffrages exprimés au second tour.

## Listes et candidats

### Lutte ouvrière - Ligue communiste révolutionnaire
Têtes de liste :
- Côtes-d'Armor : Martial Collet (LO)[1]
- Finistère : Arnaud Hell (LCR)[2]
- Ille-et-Vilaine : Raymond Madec (LO)[3]
- Morbihan : François Caharel

### Les Verts - Union démocratique bretonne
Têtes de liste :
- Côtes-d'Armor : Michel Balbot (Verts)
- Finistère : Janick Moriceau (Verts)
- Ille-et-Vilaine : Pascale Loget (Verts)
- Morbihan : Christian Guyonvarc'h (UDB)

## Résultats

### Global
| Tête de liste Étiquette politique (partis et alliances) | Tête de liste Étiquette politique (partis et alliances)     | Premier tour | Premier tour | Second tour | Second tour | Sièges | Sièges |  |
| Tête de liste Étiquette politique (partis et alliances) | Tête de liste Étiquette politique (partis et alliances)     | Voix         | %            | Voix        | %           | Nombre | %      |  |
| ------------------------------------------------------- | ----------------------------------------------------------- | ------------ | ------------ | ----------- | ----------- | ------ | ------ |  |
|                                                         | Jean-Yves Le Drian Parti socialiste (PCF - PRG)             | 521 823      | 38,47        | 840 989     | 58,78       | 58     | 69,90  |  |
|                                                         | Pascale Loget Les Verts (UDB)                               | 131 550      | 9,70         | 840 989     | 58,78       | 58     | 69,90  |  |
|                                                         | Josselin de Rohan sortant Union pour un mouvement populaire | 347 134      | 25,59        | 589 637     | 41,22       | 25     | 30,10  |  |
|                                                         | Bruno Joncour Union pour la démocratie française            | 150 078      | 11,06        | 589 637     | 41,22       | 25     | 30,10  |  |
|                                                         | Brigitte Neveux Front national                              | 114 926      | 8,47         |             |             |        |        |  |
|                                                         | Françoise Dubu Ligue communiste révolutionnaire (LO)        | 64 868       | 4,78         |             |             |        |        |  |
|                                                         | Lionel David Mouvement national républicain                 | 26 074       | 1,92         |             |             |        |        |  |
|                                                         |                                                             |              |              |             |             |        |        |  |
| Inscrits                                                | Inscrits                                                    | 2 207 064    | 100,00       | 2 206 047   | 100,00      |        |        |  |
| Abstentions                                             | Abstentions                                                 | 785 758      | 35,60        | 708 830     | 32,13       |        |        |  |
| Votants                                                 | Votants                                                     | 1 421 306    | 64,40        | 1 497 217   | 67,87       |        |        |  |
| Blancs et nuls                                          | Blancs et nuls                                              | 64 853       | 4,56         | 66 591      | 4,45        |        |        |  |
| Exprimés                                                | Exprimés                                                    | 1 356 453    | 95,44        | 1 430 626   | 95,55       |        |        |  |

### Côtes-d'Armor
| Tête de liste | Tête de liste       | Liste           | 1er tour | 1er tour | 2d tour | 2d tour | Sièges | Sièges |
| Tête de liste | Tête de liste       | Liste           | Voix     | %        | Voix    | %       | Nb.    | %      |
| ------------- | ------------------- | --------------- | -------- | -------- | ------- | ------- | ------ | ------ |
|               | Michel Morin        | PS - PCF - PRG  | 111 311  | 40,50    | 181 591 | 62,20   | 13     | 72.22  |
|               | Michel Balbot       | Les Verts - UDB | 26 810   | 9,78     | 181 591 | 62,20   | 13     | 72.22  |
|               | Mireille Dubois     | UMP             | 53 036   | 19,30    | 110 346 | 37,80   | 5      | 27.88  |
|               | Bruno Joncour       | UDF             | 41 409   | 15,07    | 110 346 | 37,80   | 5      | 27.88  |
|               | Pierre-Marie Launay | FN              | 23 561   | 8,57     |         |         |        |        |
|               | Martial Collet      | LCR - LO        | 13 796   | 5,02     |         |         |        |        |
|               | Monique Robert      | MNR             | 4 820    | 1,75     |         |         |        |        |
|               |                     |                 |          |          |         |         |        |        |
| Inscrits      | Inscrits            | Inscrits        | 432 154  | 100,00   | 431 814 | 100,00  |        |        |
| Votants       | Votants             | Votants         | 288 425  | 66,74    | 306 272 | 70,93   |        |        |
| Exprimés      | Exprimés            | Exprimés        | 274 823  | 95,28    | 291 937 | 95,32   |        |        |

### Finistère
| Tête de liste | Tête de liste      | Liste           | 1er tour | 1er tour | 2d tour | 2d tour | Sièges | Sièges |
| Tête de liste | Tête de liste      | Liste           | Voix     | %        | Voix    | %       | Nb.    | %      |
| ------------- | ------------------ | --------------- | -------- | -------- | ------- | ------- | ------ | ------ |
|               | Marylise Lebranchu | PS - PCF - PRG  | 158 932  | 40,24    | 247 607 | 59,25   | 17     | 70.83  |
|               | Janick Moriceau    | Les Verts - UDB | 38 195   | 9,67     | 247 607 | 59,25   | 17     | 70.83  |
|               | Hélène Tanguy      | UMP             | 100 137  | 25,35    | 170 291 | 40,75   | 7      | 29.17  |
|               | Louis Caradec      | UDF             | 44 264   | 11,21    | 170 291 | 40,75   | 7      | 29.17  |
|               | Marianne Haas      | FN              | 28 813   | 7,29     |         |         |        |        |
|               | Arnaud Hell        | LCR - LO        | 17 473   | 4,42     |         |         |        |        |
|               | Antoine Guillemot  | MNR             | 7 180    | 1,82     |         |         |        |        |
|               |                    |                 |          |          |         |         |        |        |
| Inscrits      | Inscrits           | Inscrits        | 640 684  | 100,00   | 640 587 | 100,00  |        |        |
| Votants       | Votants            | Votants         | 409 677  | 63,94    | 433 233 | 67,63   |        |        |
| Exprimés      | Exprimés           | Exprimés        | 394 994  | 96,42    | 417 898 | 96,46   |        |        |

### Ille-et-Vilaine
| Tête de liste | Tête de liste          | Liste           | 1er tour | 1er tour | 2d tour | 2d tour | Sièges | Sièges |
| Tête de liste | Tête de liste          | Liste           | Voix     | %        | Voix    | %       | Nb.    | %      |
| ------------- | ---------------------- | --------------- | -------- | -------- | ------- | ------- | ------ | ------ |
|               | Sylvie Robert          | PS - PCF - PRG  | 137 225  | 36,64    | 231 123 | 58,59   | 16     | 66.67  |
|               | Pascale Loget          | Les Verts - UDB | 39 459   | 10,54    | 231 123 | 58,59   | 16     | 66.67  |
|               | Marie-Thérèse Boisseau | UMP             | 98 508   | 26,30    | 163 336 | 41,41   | 7      | 33.33  |
|               | Bernard Marboeuf       | UDF             | 39 774   | 10,62    | 163 336 | 41,41   | 7      | 33.33  |
|               | Brigitte Neveux        | FN              | 31 031   | 8,28     |         |         |        |        |
|               | Raymond Madec          | LCR - LO        | 20 372   | 5,44     |         |         |        |        |
|               | Lionel David           | MNR             | 8 157    | 2,18     |         |         |        |        |
|               |                        |                 |          |          |         |         |        |        |
| Inscrits      | Inscrits               | Inscrits        | 625 879  | 100,00   | 625 256 | 100,00  |        |        |
| Votants       | Votants                | Votants         | 395 664  | 63,22    | 414 406 | 66,28   |        |        |
| Exprimés      | Exprimés               | Exprimés        | 374 526  | 59,84    | 394 459 | 95,19   |        |        |

### Morbihan
| Tête de liste | Tête de liste           | Liste           | 1er tour | 1er tour | 2d tour | 2d tour | Sièges | Sièges |
| Tête de liste | Tête de liste           | Liste           | Voix     | %        | Voix    | %       | Nb.    | %      |
| ------------- | ----------------------- | --------------- | -------- | -------- | ------- | ------- | ------ | ------ |
|               | Jean-Yves Le Drian      | PS - PCF - PRG  | 114 355  | 36,64    | 180 668 | 55,36   | 12     | 66.67  |
|               | Christian Guyonvarc'h   | Les Verts - UDB | 27 026   | 8,66     | 180 668 | 55,36   | 12     | 66.67  |
|               | Josselin de Rohan       | UMP             | 95 453   | 30,58    | 145 664 | 44,64   | 6      | 33.33  |
|               | Fabrice Loher           | UDF             | 24 611   | 7,89     | 145 664 | 44,64   | 6      | 33.33  |
|               | Jean-Paul-William Félix | FN              | 31 521   | 10,10    |         |         |        |        |
|               | François Caharel        | LCR - LO        | 13 227   | 4,24     |         |         |        |        |
|               | Claude Lemeunier        | MNR             | 5 917    | 1,90     |         |         |        |        |
|               |                         |                 |          |          |         |         |        |        |
| Inscrits      | Inscrits                | Inscrits        | 508 347  | 100,00   | 508 390 | 100,00  |        |        |
| Votants       | Votants                 | Votants         | 327 540  | 64,43    | 343 306 | 67,53   |        |        |
| Exprimés      | Exprimés                | Exprimés        | 312 110  | 95,29    | 326 332 | 95,06   |        |        |